# Carlos Eduardo Bendini Giusti
Carlos Eduardo Bendini Giusti, meglio noto come Eduardo (San Paolo, 27 aprile 1993), è un calciatore brasiliano, difensore del V-Varen Nagasaki.

## Caratteristiche tecniche
È un difensore centrale.

## Palmarès

### Club

#### Competizioni nazionali
- Campionato giapponese: 3

Kawasaki Frontale: 2017, 2018
Yokohama F·Marinos: 2022
- Supercoppa del Giappone: 1

Yokohama F·Marinos: 2023